# Cruis'n Blast
Cruis'n Blast es videojuego de carreras desarrollado y publicado por Raw Thrills y licenciado por Nintendo para Arcade, es la sexta y última entrega de la serie Cruis'n.lanzado en 2016 
 Se anunció un port para Nintendo Switch el 15 de junio de 2021 y fue lanzado el 14 de septiembre de 2021.

## Jugabilidad
Este juego marca la segunda vez que los autos con licencia han estado en un juego de Cruis'n, con autos de Lamborghini, Nissan, Chevrolet y Hummer. Además de estos autos, también hay autos menos serios como un auto de policía, jeep y triceratops. Al comenzar una carrera, el jugador puede elegir impulsar el motor de un automóvil, manejar, pintar o agregar una explosión adicional. 
Cruis'n Blast utiliza un sistema de control simplificado, con solo un pedal de aceleración, un botón Blast y una rueda. Liberar brevemente la aceleración durante un giro iniciará un derrape, que explotará en un turbo una vez que finalice el giro. Como en Cruis'n anteriores los juegos de doble golpe acelerado subirán el auto sobre dos ruedas, lo que se convertirá en un truco que se usa para saltar sobre otros autos o una rampa. Usar un Blast combinará un turbo con un truco. Chocar contra los coches de IA con la suficiente fuerza los destruirá, aunque cualquier coche del jugador es invulnerable.
Las cinco pistas del juego, Death Valley, Madagascar, Londres, Río de Janeiro y Singapur, tienen una estética y eventos únicos. Un tornado y un terremoto deforman la pista en Death Valley, un desfile de carrozas se interpone en el camino de la carrera en Río y un T-Rex sigue a los competidores a través de Madagascar. Al final de una carrera, cualquier truco o derrape se resta de su tiempo total para la tabla de clasificación. Al crear una cuenta, un jugador puede ser guardado en el Cruis'n Club, guardando su nombre, fotografía y actualizaciones en cualquier auto, aunque cada auto en el juego se actualiza individualmente.

## Recepción
Cruis'n Blast en Nintendo Switch obtuvo "críticas mixtas o promedio", según el agregador de reseñas del sitio Metacritic.